# Клисура Осаничке реке
Клисура Осаничке реке је заштићено природно добро III категорије на делу долине Осаничке реке. Зона заштите захвата леву и десну обалу реке у површини од 30 ha. Клисура почиње од вештачки направљене бране на реци, 500 m узводно од насеља Осаница. Низводно од клисуре река пролази кроз поменуто насеље и притиче Млави са десне стране. 
Клисура обилује различитим облицима геоморфолошке грађе, са крашким и хидролошким појавама. Она је јединствена на овим просторима. У самој клисури очувало се 166 биљних заједница међу којима су доминантне реликтне врсте, 22 врсте птица и 15 врста сисара.

## Галерија
- Почетак клисуре
- Клисура Осаничке реке
- Клисура Осаничке реке
- Клисура Осаничке реке
- Клисура Осаничке реке
- Клисура Осаничке реке
- Клисура Осаничке реке
- Прераст Касоње
- Прераст Касоње
- Прераст Касоње
- Прераст Касоње
- Прераст Касоње
- Прераст Касоње
- Прераст Касоње